# 于全
于全（1965年9月7日—），男，江西九江人，中国无线通信专家，中国工程院信息与电子工程学部院士，中国人民解放军总参谋部第六十一研究所总工程师。

## 生平
1982年，于全以九江市高考理科第二的成绩考入南京大学信息物理系。1986年，毕业后考入西安电子科技大学攻读电磁场工程系/物理系，1988年获得硕士学位。之后公派到法国里摩日大学光纤微波通信研究所，期间研发创造了可调式光纤藕合器。1992年，获得光纤通信专业博士学位。回国时，清华大学率先抛出橄榄枝，并派人到北京首都机场迎接；同时中国精密机械进出口总公司也承诺为他投资公司并聘请担任总经理。但于全在兄长的说服下，被引荐给时任总参谋部第六十一研究所副所长李德毅；同年9月于全入伍，担任总参第六十一研究所工程师，后历任高级工程师、研究员以及总工程师。
1994年，于全研制成功野战通信网计算机仿真系统，将解放军野战部队通讯技术实现网络化。次年，他因此获得全军科技进步一等奖。1996年，他开始研究“军用软件无线电网关”，实现软件无线电化能装备部队，并在1998年研制成功第一台通信平台，实现海陆空三军通信技术协同问题。

## 学术贡献
于全在解放军期间，完成构建综合陆基、空基和天基的立体化网络，实现中国人民解放军战术通信从传统的“树状、按级、分散保障模式”向“栅格、区域、整体保障模式”的跨越式发展。此外他的团队在1998年成功研制了解放军第一部多频段、多模式、可编程的软件无线电台（军用软件无线电网关）。负责研制了“野战通信网信令级仿真系统”项目，并成功应用于中国人民解放军新一代军用通信网络的体制论证、优化设计、设备研制以及效能评估。
此外他的小组承担了认知无线电领域的多个国家重点课题，包括973计划《认知无线网络基础理论与关键技术研究一无线网络主动认知方法研究》，国家自然科学基金项目“基于认知无线电的抗干扰理论与技术”、“基于认知无线电的中继与协同通信研究”等。

## 奖项和荣誉
1997年被评为“全国优秀科技工作者”、“总参优秀中青年专家”；1999年荣获“中国科协求是杰出青年奖”，入选“新世纪百千万人才工程”；1999年，享受政府特殊津贴，2006年荣获“第九届中国青年科技奖”；2009年被评为“中国青年五四奖章标兵”。2009年12月，当选中国工程院院士。